# Myrmarachne caliraya
Myrmarachne caliraya este o specie de păianjeni din genul Myrmarachne, familia Salticidae, descrisă de Barrion, Litsinger, 1995. Conform Catalogue of Life specia Myrmarachne caliraya nu are subspecii cunoscute.